# Poeira de Cantor

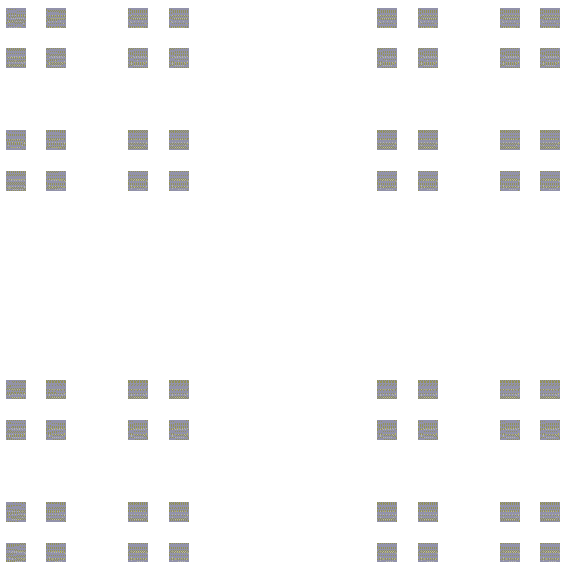
A poeira de Cantor em dimensão 2.

A poeira de Cantor é uma versão multidimensional do conjunto de Cantor. Define-se como o produto cartesiano de várias cópias deste conjunto.